# Thiodina crucifera
Thiodina crucifera är en spindelart som först beskrevs av Pickard-Cambridge F. 1901.  Thiodina crucifera ingår i släktet Thiodina och familjen hoppspindlar. Inga underarter finns listade i Catalogue of Life.